# Thysanoglossa organensis
Thysanoglossa organensis là một loài thực vật có hoa trong họ Lan. Loài này được Brade miêu tả khoa học đầu tiên năm 1943.